# 대지포항
대지포항(大池浦港)은 경상남도 남해군 삼동면 물건리에 있는 어항이다. 2002년 8월 6일 어촌정주어항으로 지정하여 관리하고 있다. 시설관리자는 남해군수이다.

## 어항 연혁
- 옛날 마을내 들판 한가운데에 자연적인 큰 못이 있다하여 대지포(大池浦)로 유래되었다.

## 어항 시설
- 방파제 L=75, B=6.0m, 선착장 L=0m, B=0m, 호안 L=507, B=6.0m, 물량장 L=50m, B=14m

## 주요 어종
- 장어, 문어, 도다리, 메기, 노래미 등